# Stian Johannessen
Stian Adde Johannessen (14 gennaio 1982) è un ex giocatore di calcio a 5 ed ex calciatore norvegese, di ruolo pivot e centrocampista.

## Carriera
Johannessen ha vestito la maglia del Sandefjord nella Futsal Eliteserie 2009-2010. Conta una presenza per la Norvegia: il 23 ottobre 2011 è stato in campo nella sfida vinta col punteggio di 3-4 contro Andorra.
Attivo anche nel calcio, è stato in forza al Runar, nelle serie minori del campionato norvegese.